# Christian Söderström (politiker)
Carl Christian Söderström, född 3 oktober 1824 i Stockholm, död 9 oktober 1904 i Stockholm, var en svensk grosshandlare och riksdagsman.
Söderström var verksam som grosshandlare i Stockholm och var ledamot av riksdagens andra kammare under mandatperioden 1882–1884, invald i Stockholms stads valkrets.
Våren 1884 köpte Söderström och hans tyskfödda hustru Maria (född König) gården Negelstena i Håbo-Tibble socken. De fick tillsammans flera barn, varav dottern Signe (född 1867) gifte sig med blivande statsministern Ernst Trygger. Dottern Edla af Klercker blev författare och donator.
Christian Söderström är begravd på Norra begravningsplatsen utanför Stockholm.